# Mohammad Karim Yaqoot
Mohammad Karim Yaqoot (23 luglio 1989) è un mezzofondista afghano.

## Record nazionali
Seniores
Mezza maratona - 1h13'16" ( Dušanbe, 16 aprile 2011)

## Palmarès
| Anno | Manifestazione      | Sede        | Evento        | Risultato | Prestazione | Note                                     |
| ---- | ------------------- | ----------- | ------------- | --------- | ----------- | ---------------------------------------- |
| 2010 | Giochi asiatici     | Canton      | Maratona      | 18º       | 2h51'10"    | Miglior prestazione personale            |
| 2013 | Campionati asiatici | Pune        | 10000 m piani | 7º        | 34'39"91    | Record nazionale                         |
| 2017 | Campionati asiatici | Bhubaneswar | 10000 m piani | 7º        | 35'45"46    | Miglior prestazione personale stagionale |
| 2024 | Mondiali indoor     | Glasgow     | 3000 m piani  | 12º       | 9'37"10     | Miglior prestazione personale stagionale |

## Altre competizioni internazionali
2015
- 7º ai 22nd Fajr International Championships ( Teheran), 3000 m piani indoor - 9'30"15